# Iclozel, Cluj

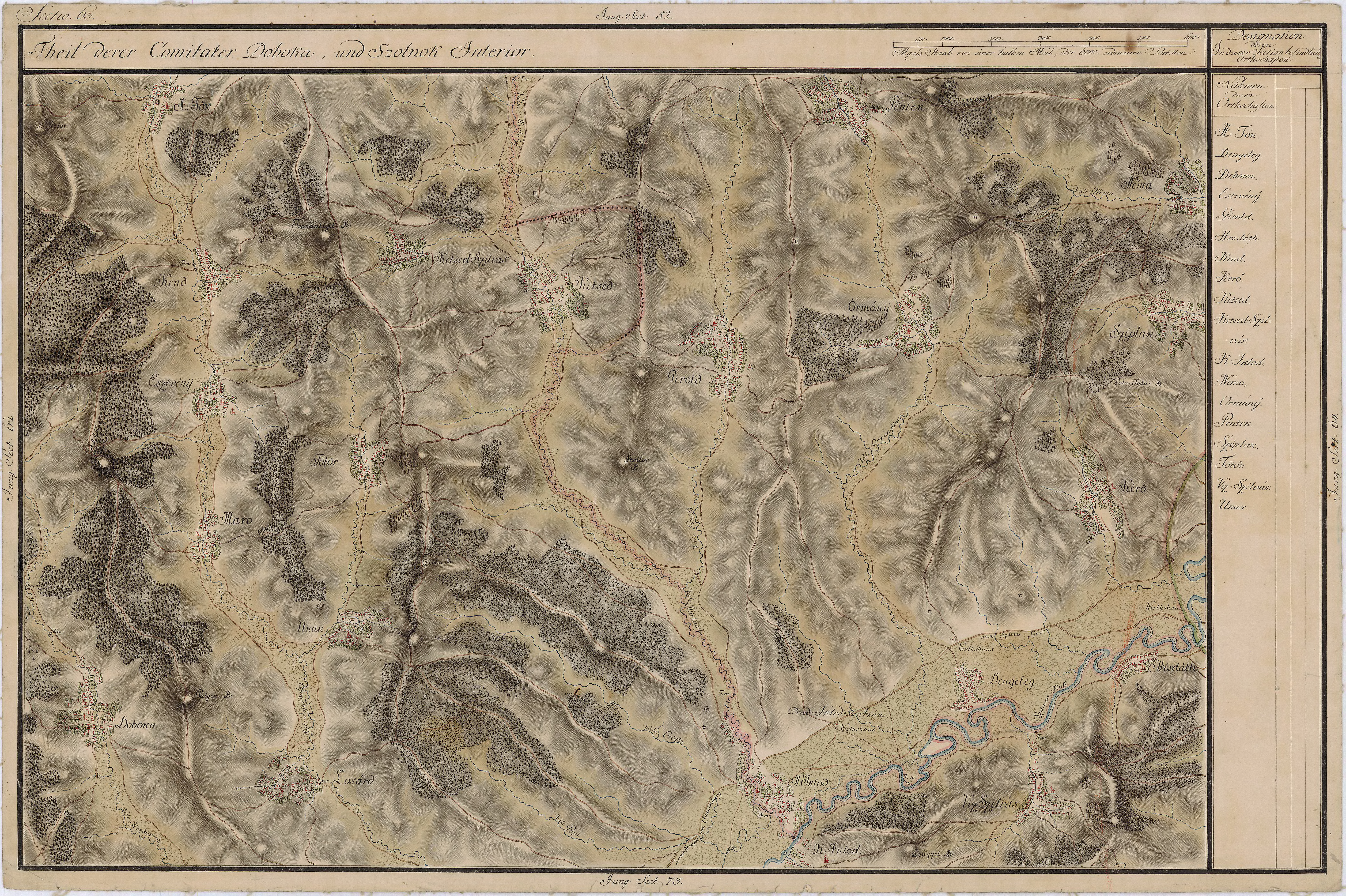
Iclozel pe Harta Iosefină a Transilvaniei, 1769-1773

Iclozel (în maghiară Kisiklód) este un sat în comuna Iclod din județul Cluj, Transilvania, România. Sat cu populație de origină etnică mixtă (români, armeni și maghiari).

## Galerie de imagini

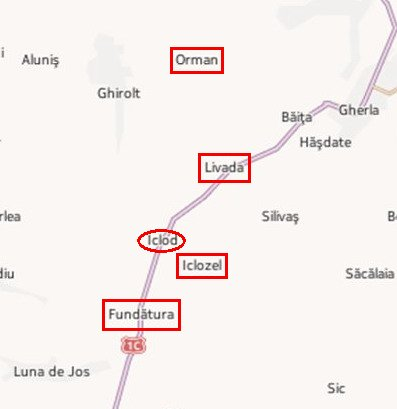
Comuna Iclod și satele componente
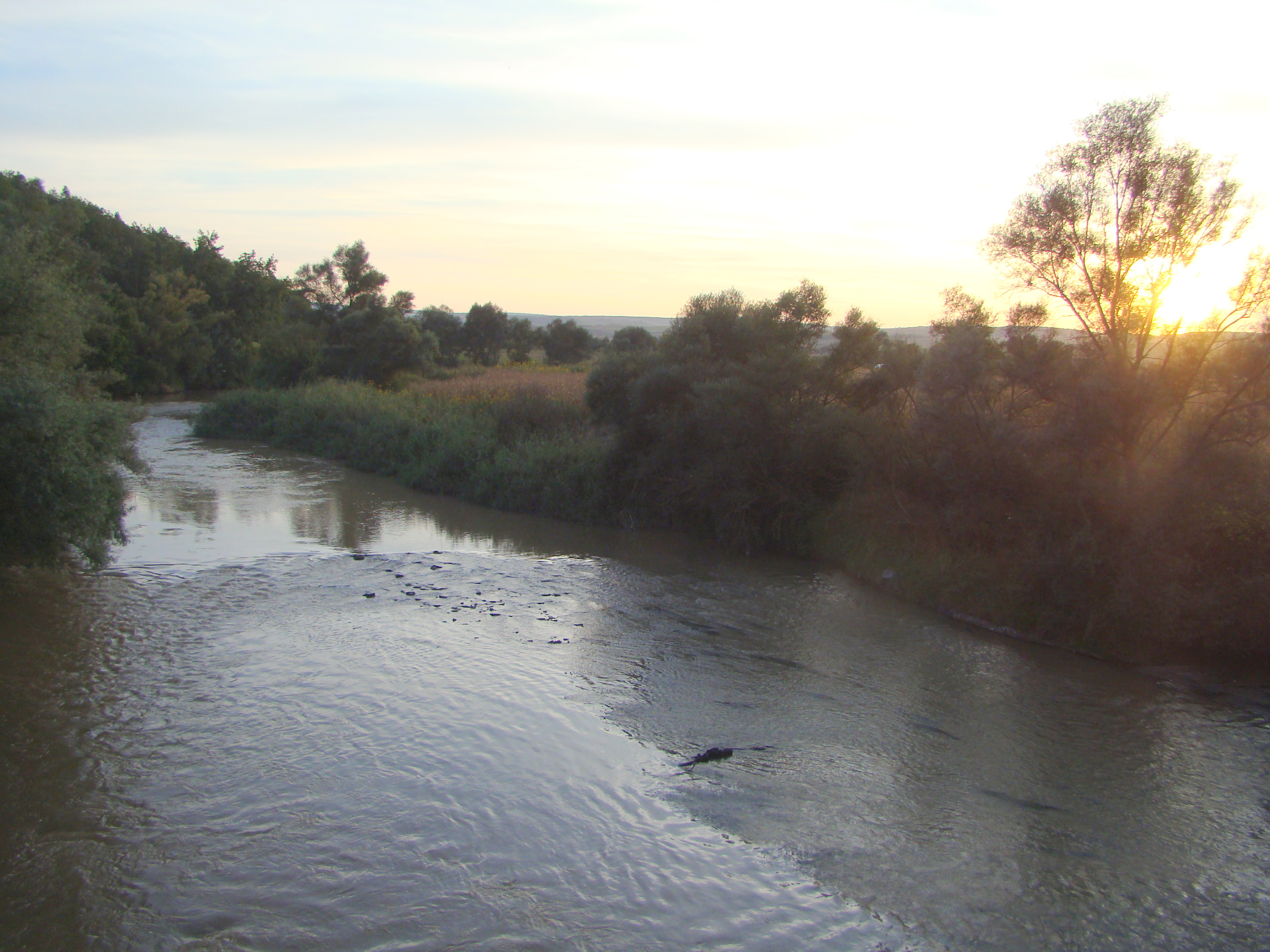
Someșul Mic
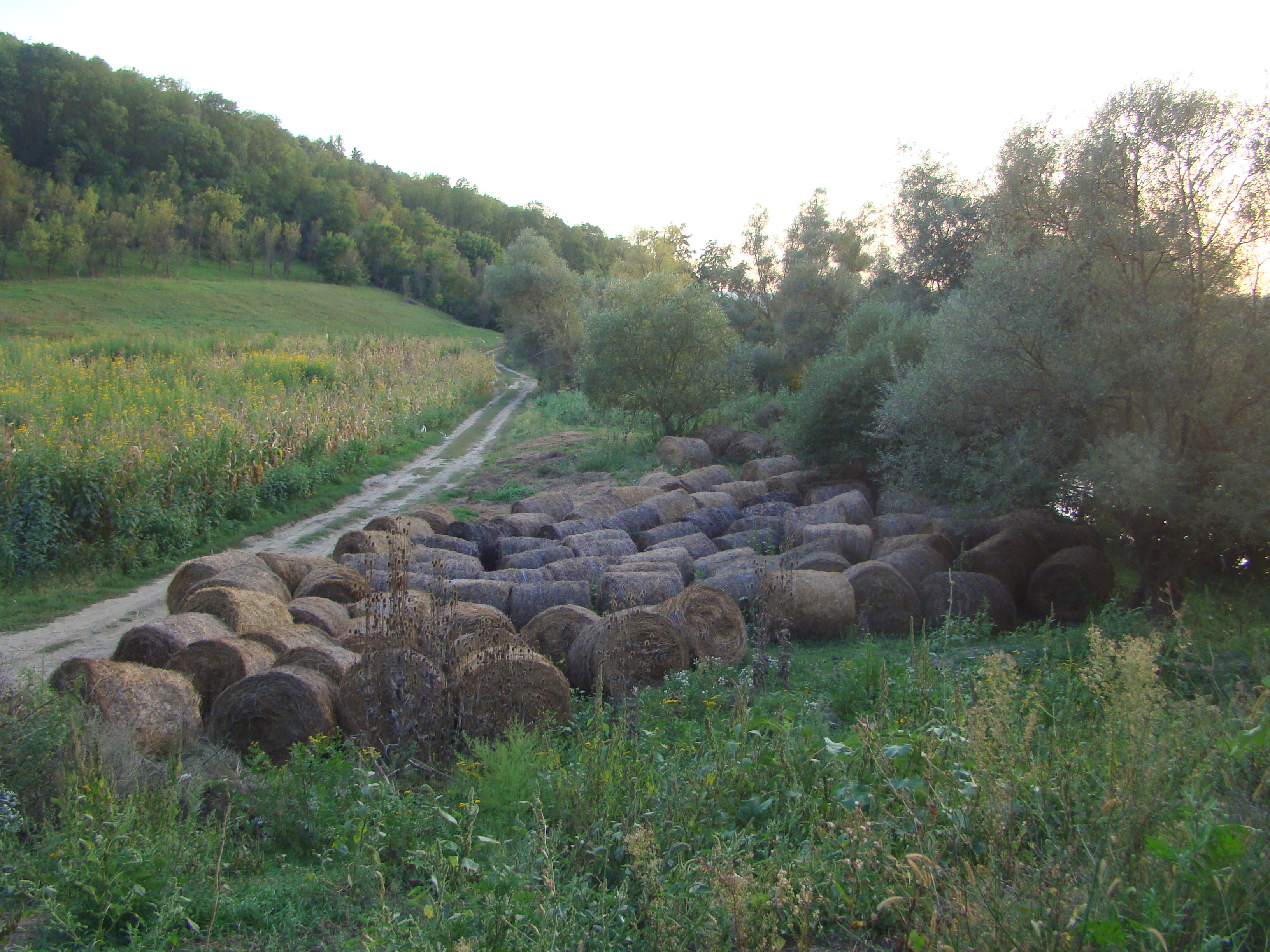
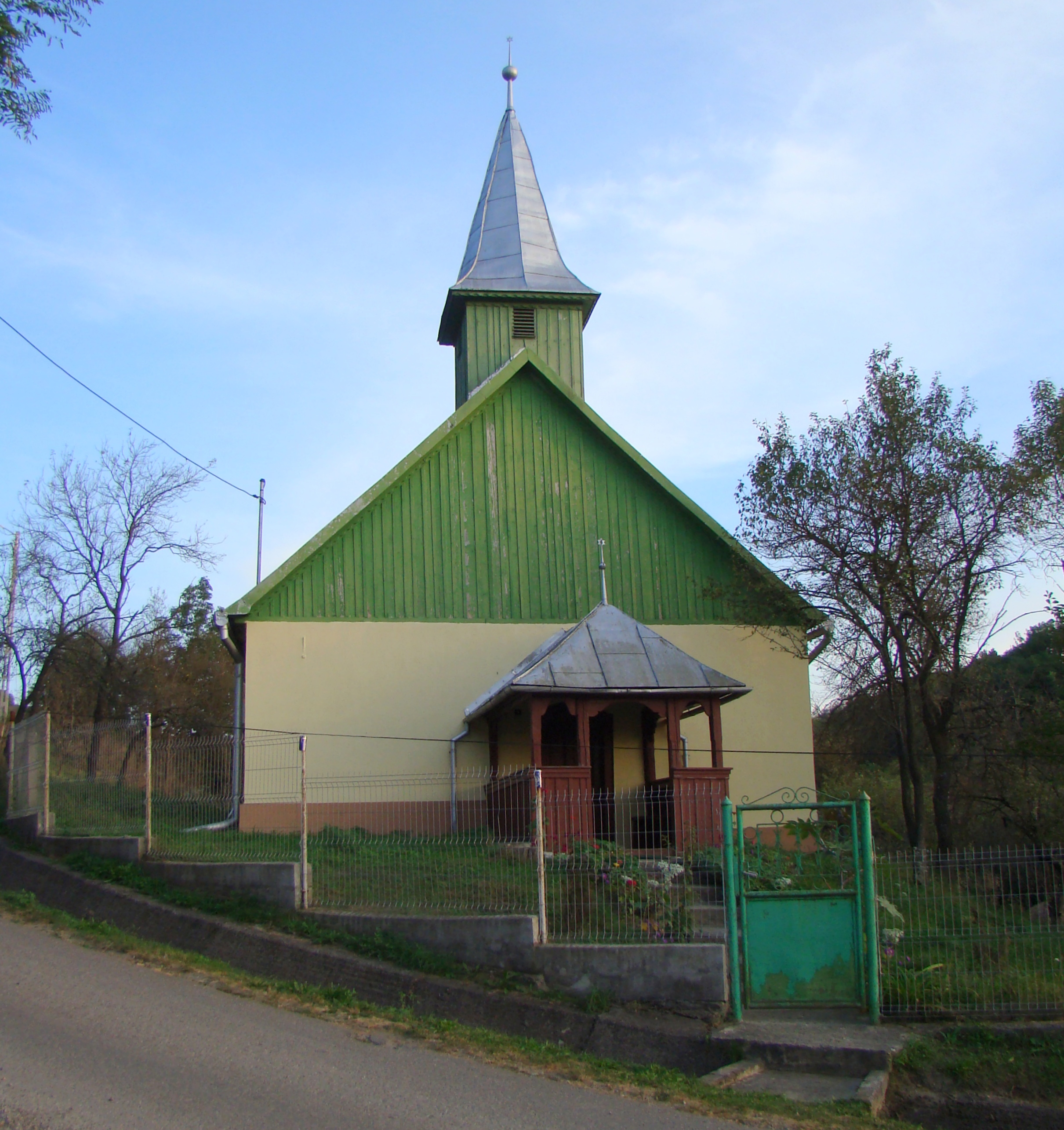
Biserica reformată
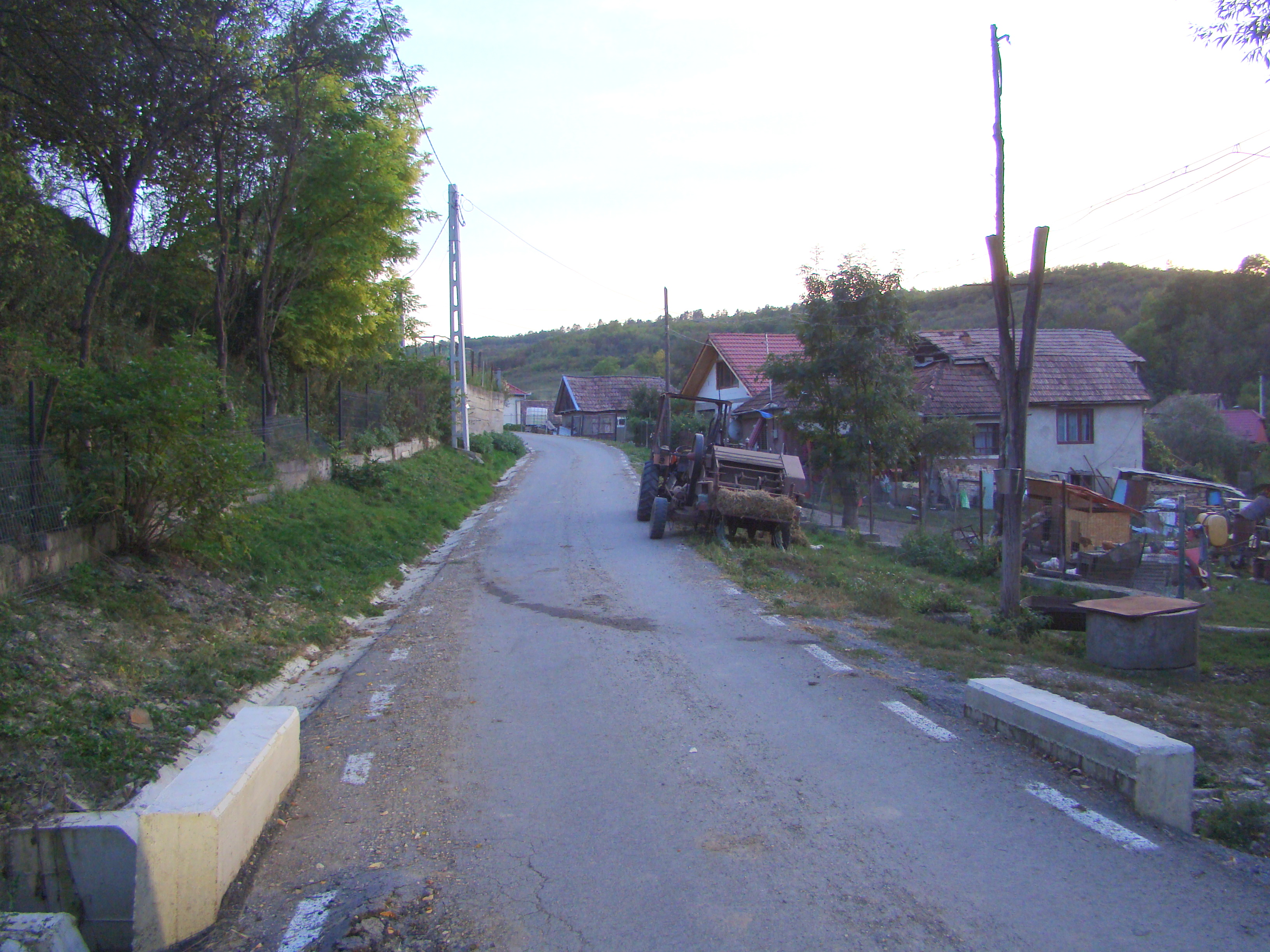
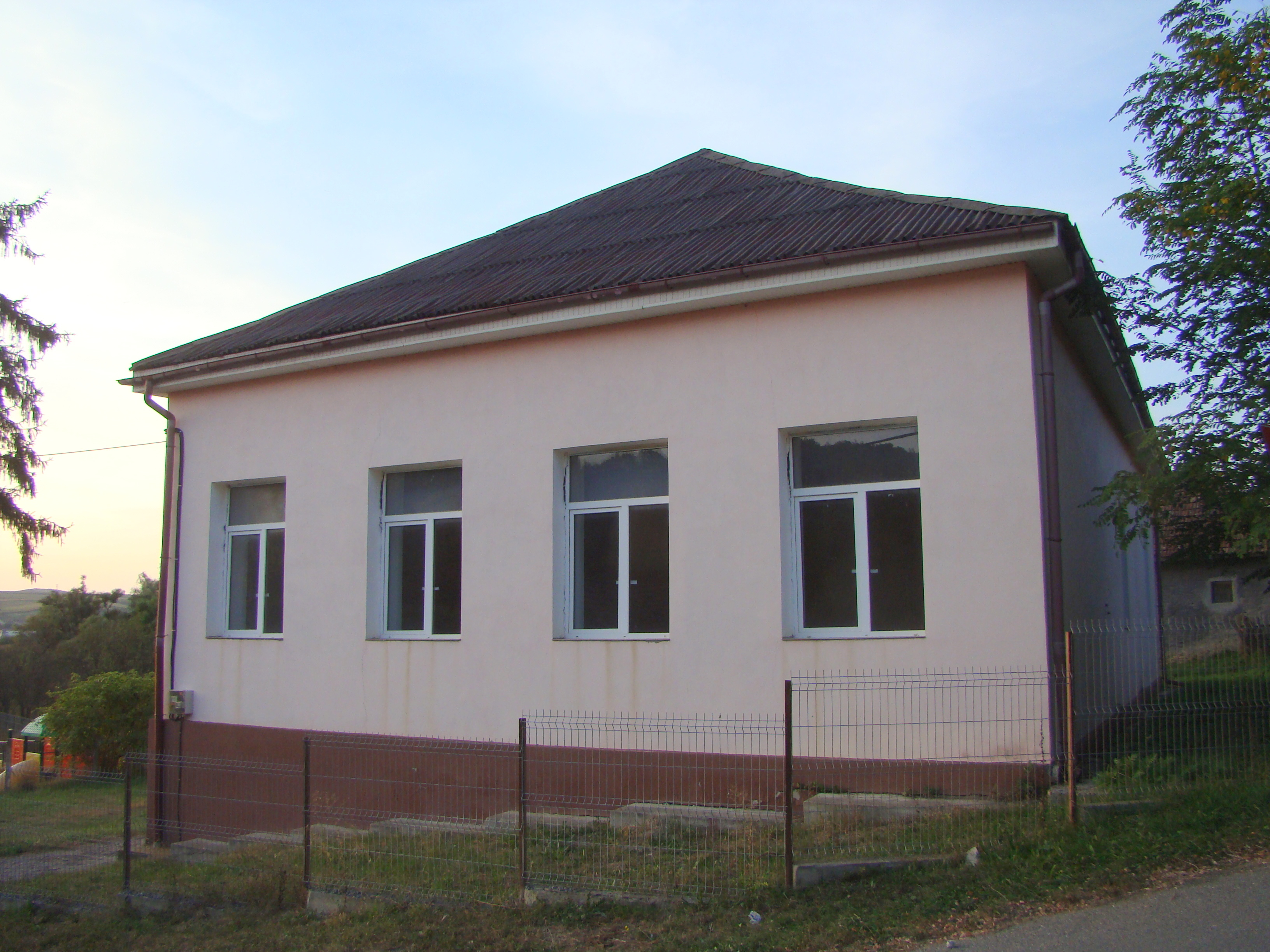
Școala
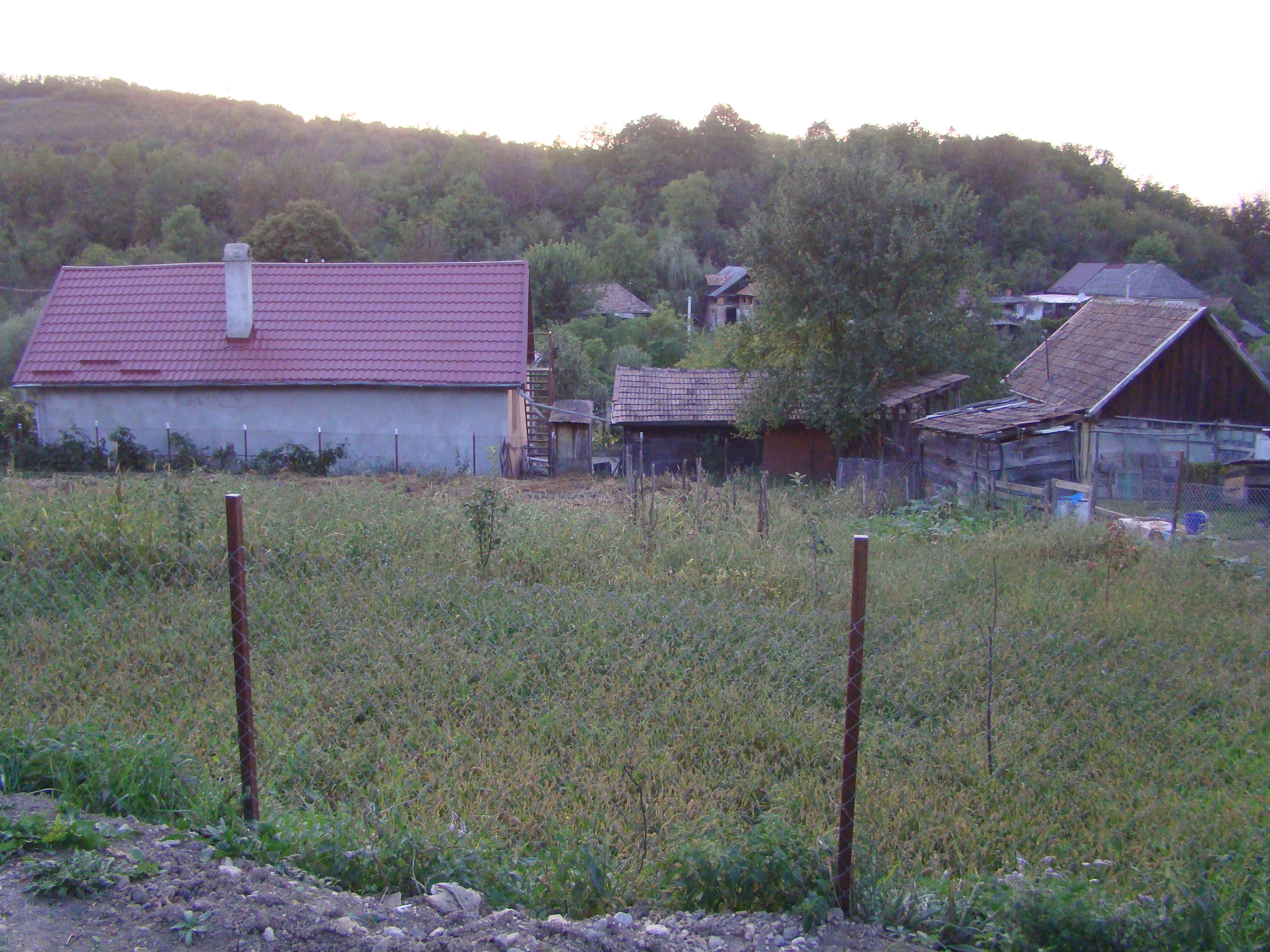
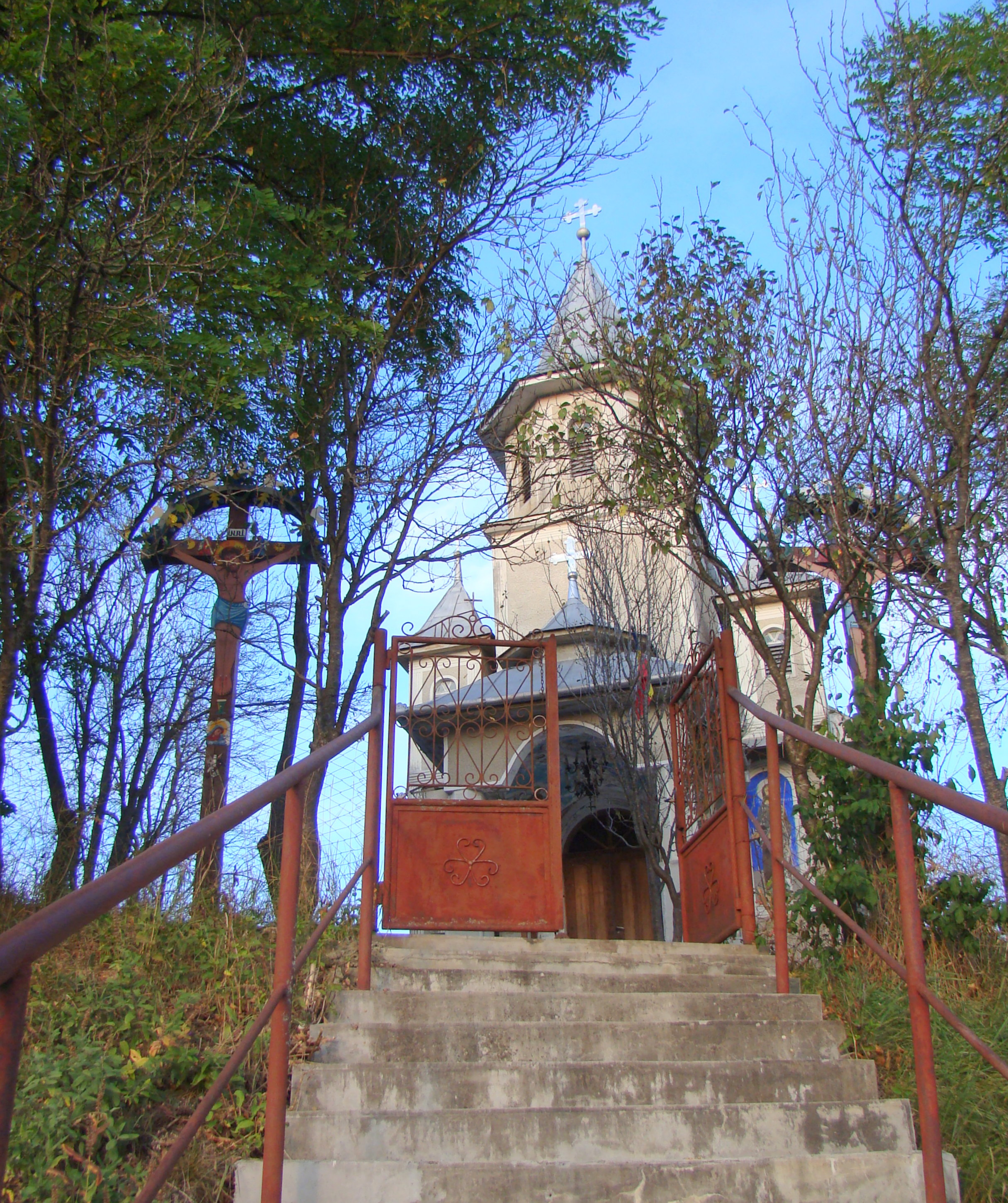
Biserica ortodoxă
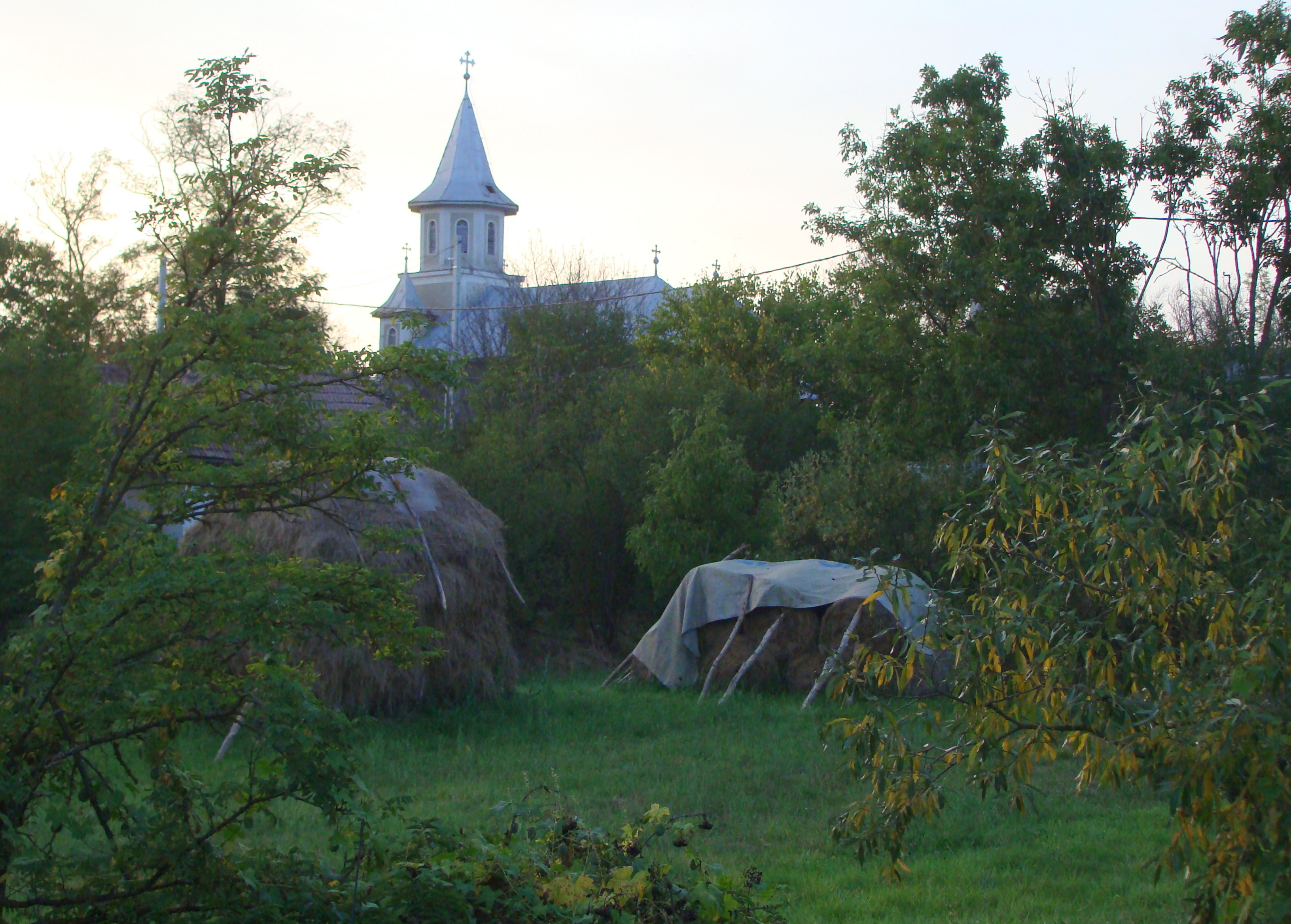
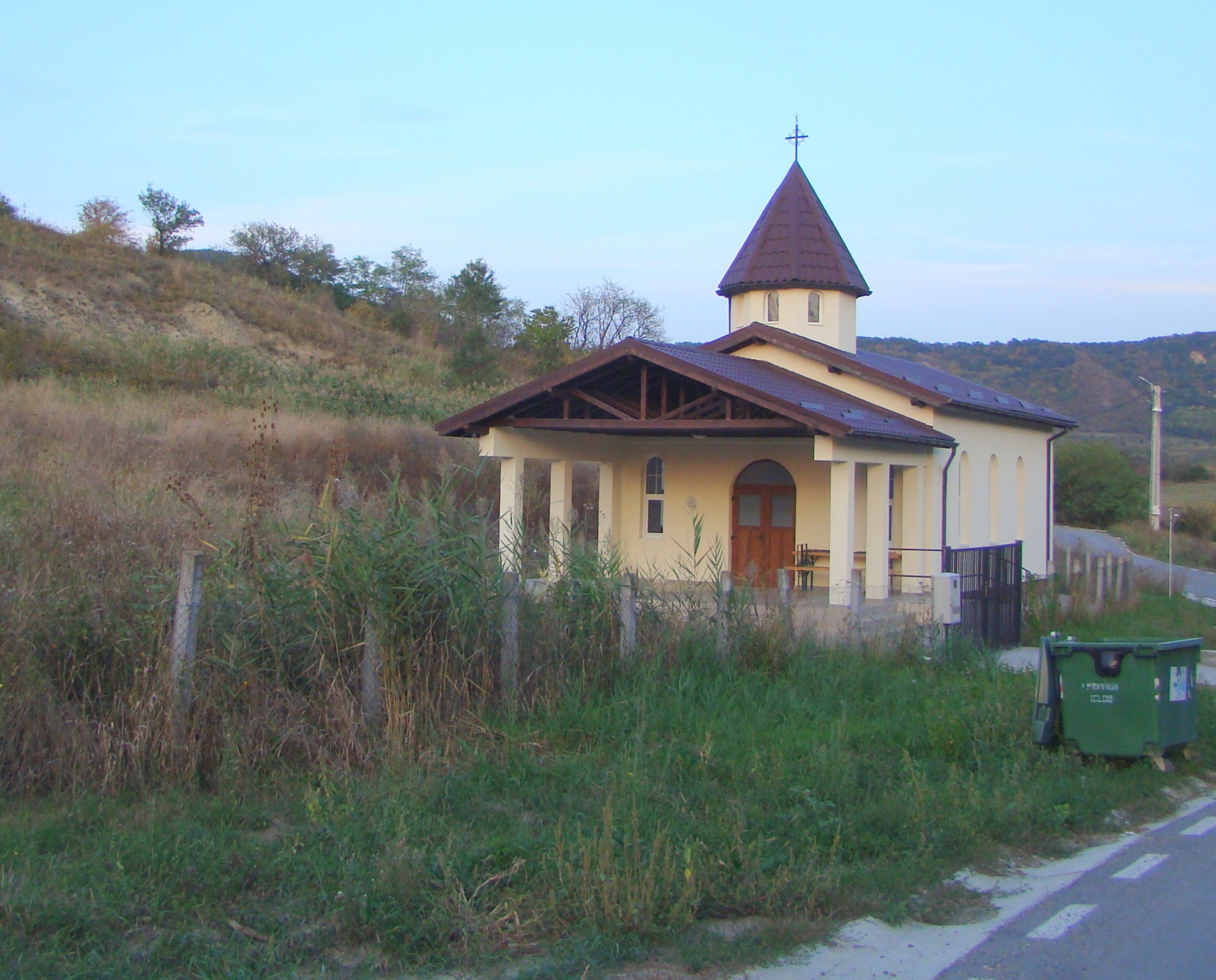
Capela ortodoxă
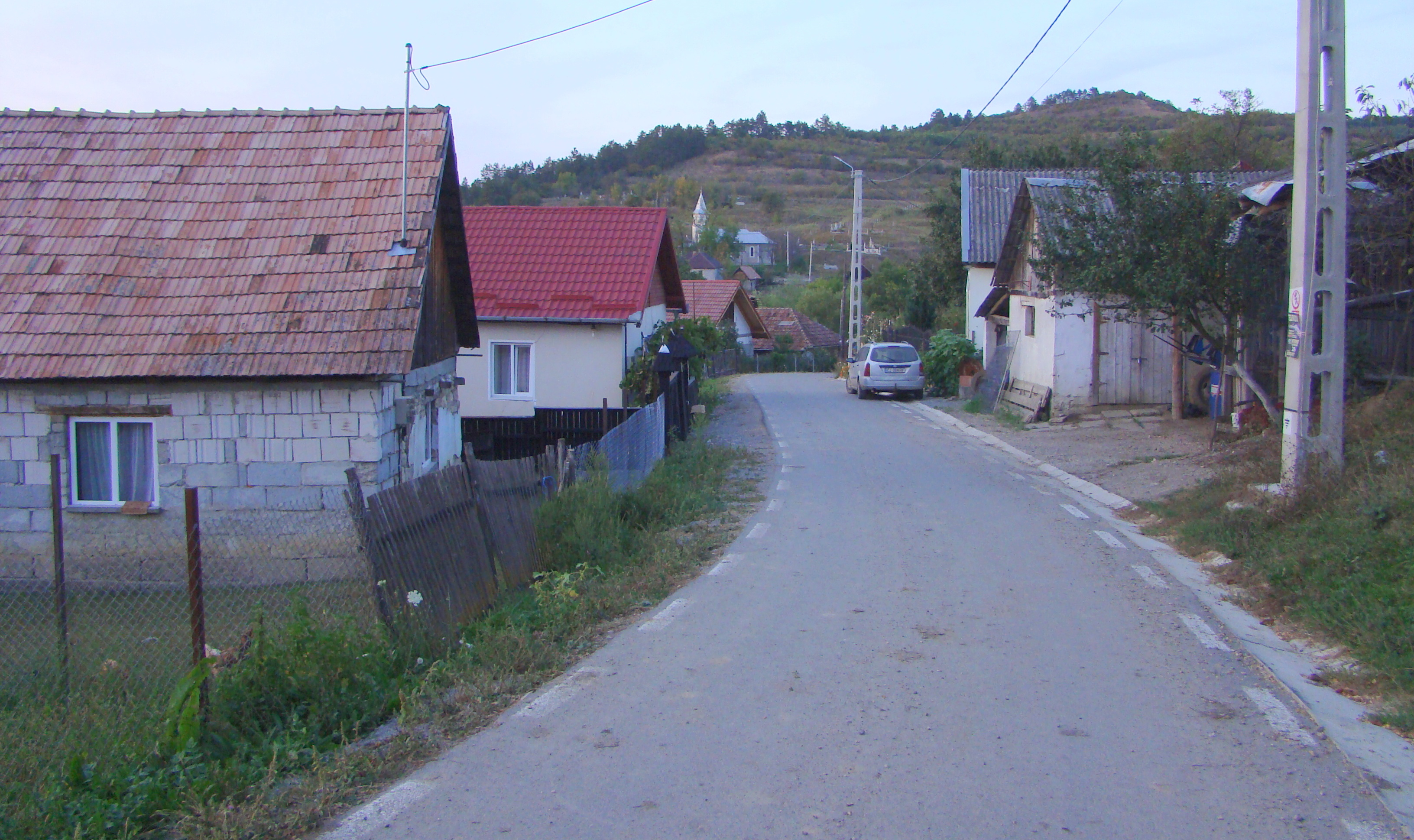
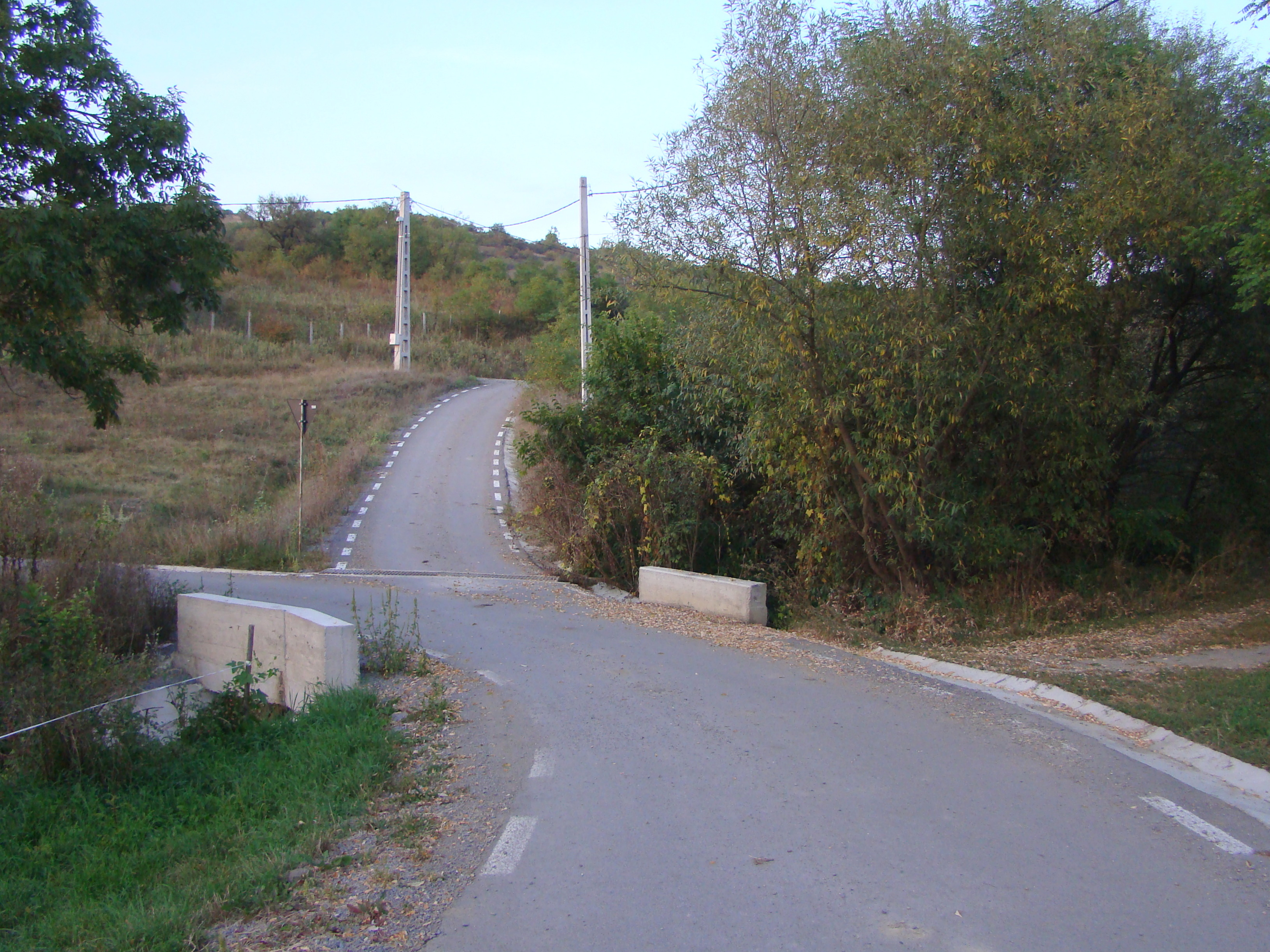
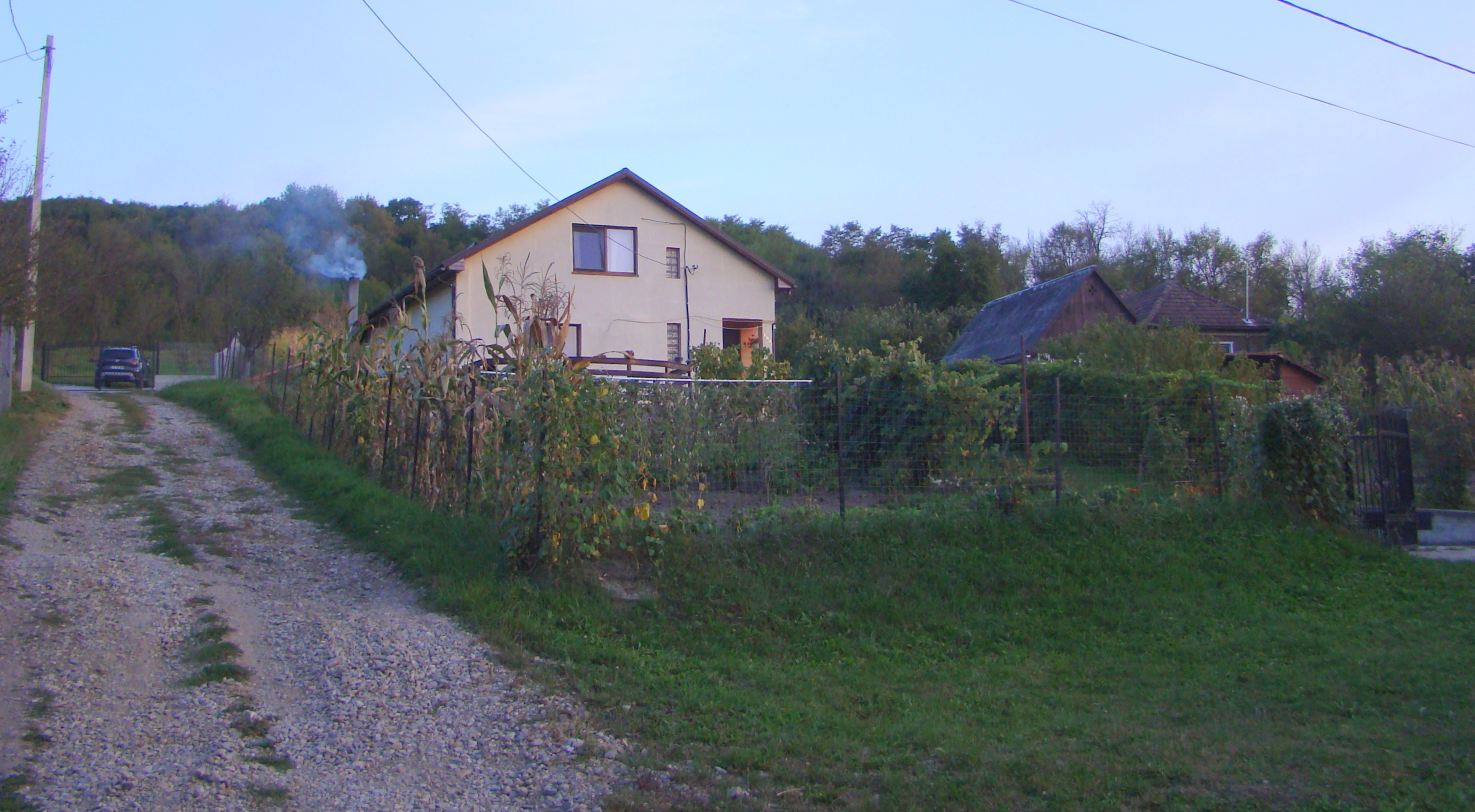
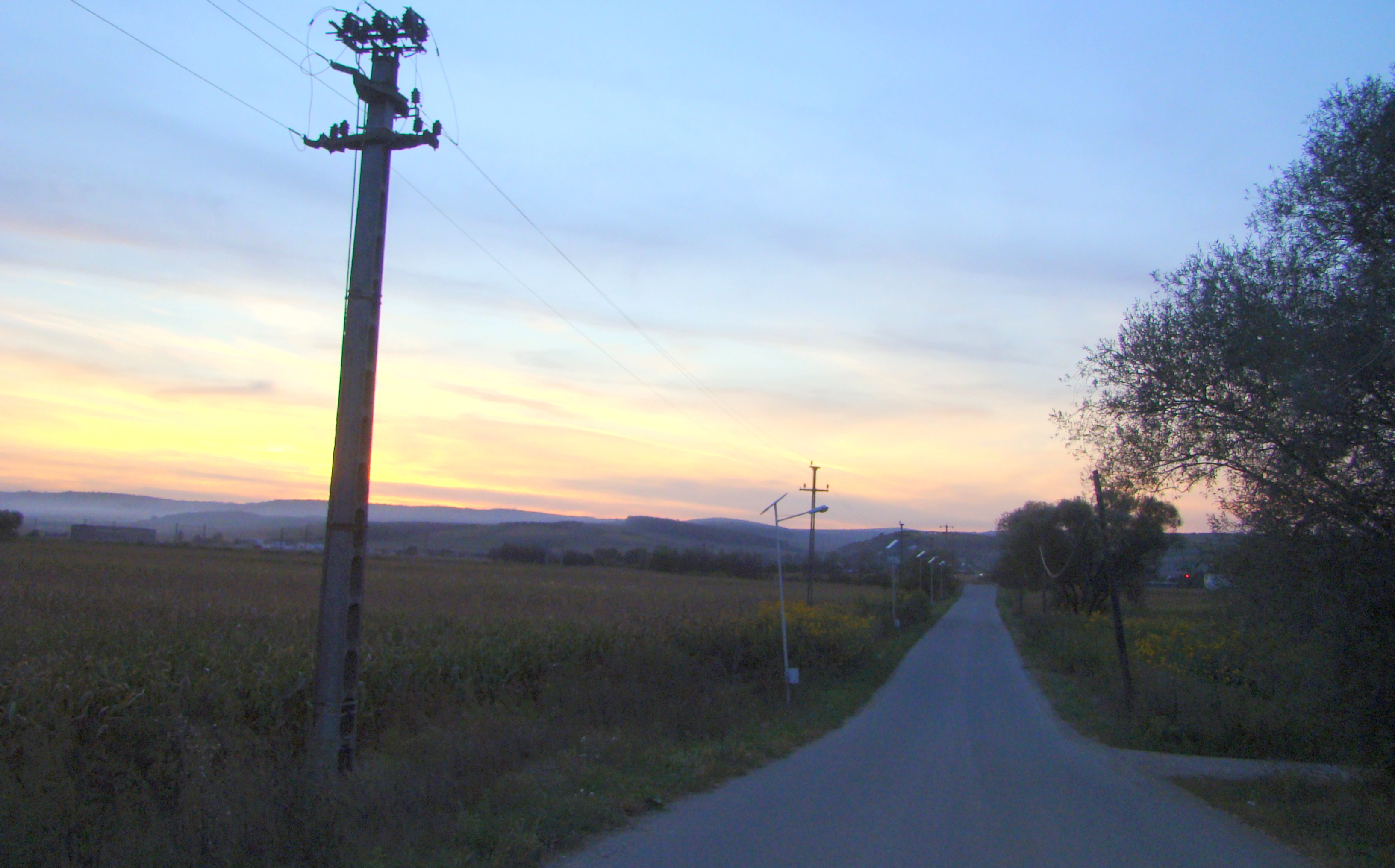
Drumul Iclozel-Iclod